# Historischer Spielmannszug Mittenwald

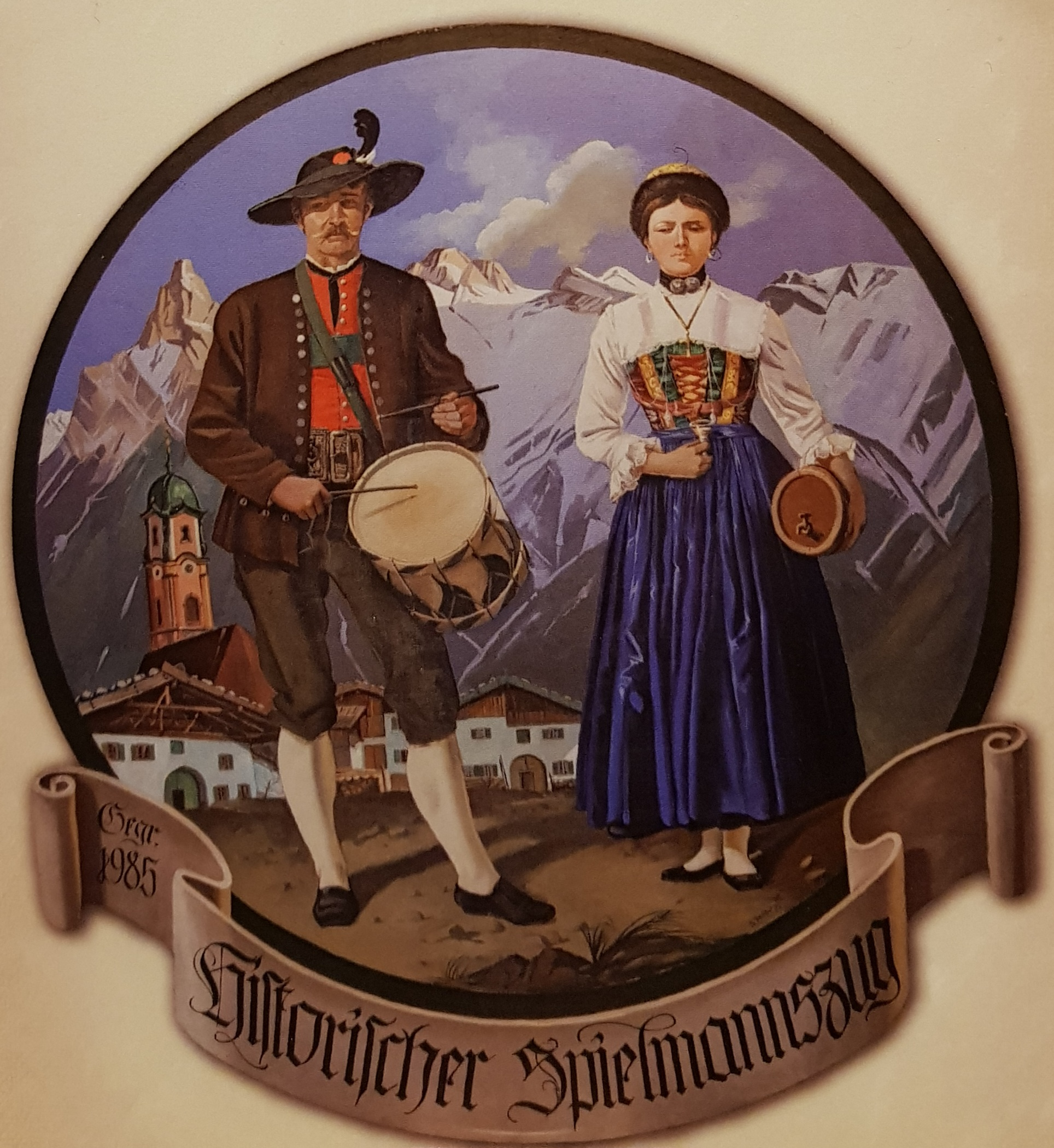
Historischer Spielmannszug Mittenwald 1985

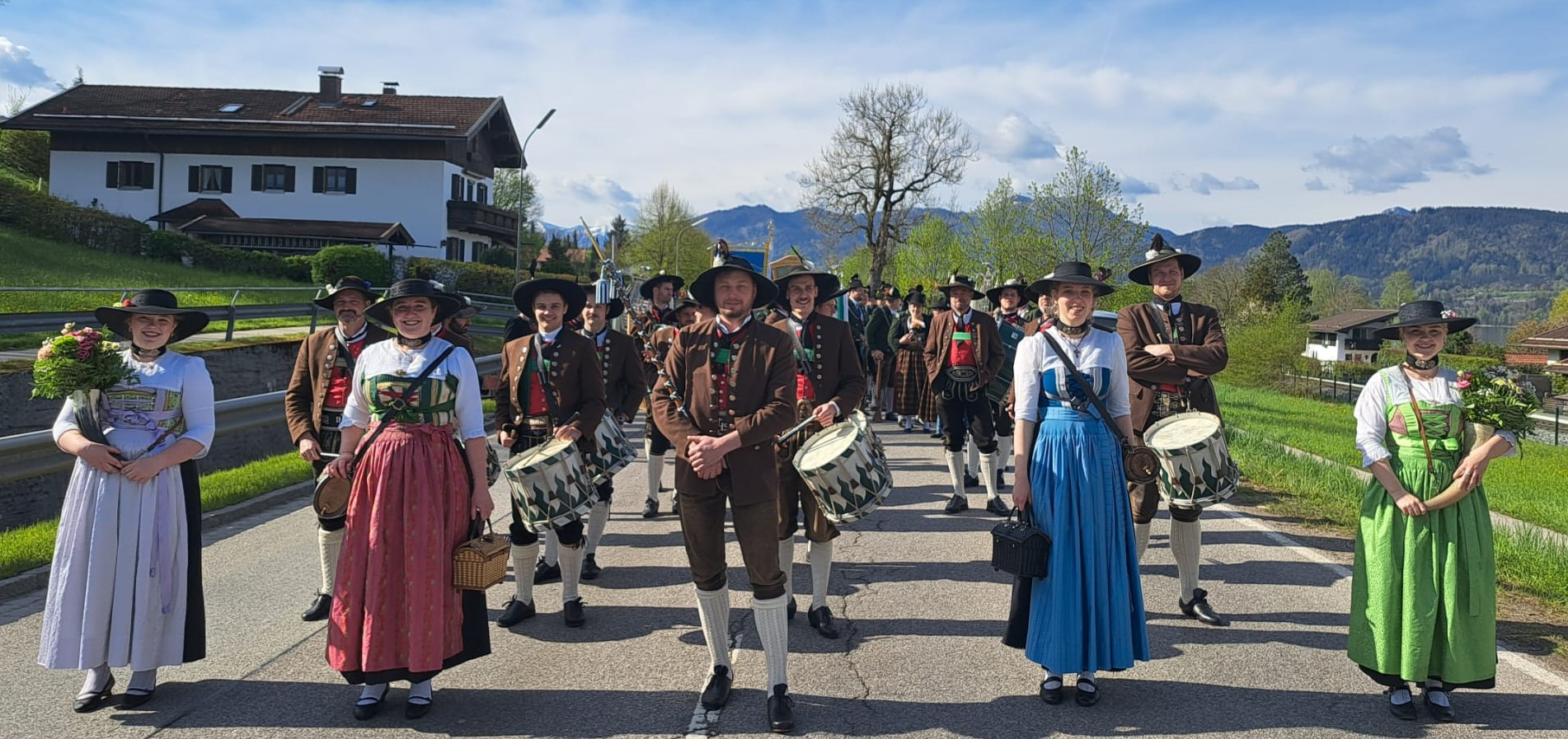
Historischer Spielmannszug Mittenwald

Der Historische Spielmannszug Mittenwald e.V. ist ein eingetragener Verein aus dem oberbayrischen Mittenwald im Landkreis Garmisch-Partenkirchen. Der Spielmannszug wurde am 8. Mai 1985 von 29 Gründungsmitgliedern um den ersten Vorstand Alfred Lutz gegründet. Heute besteht er aus 63 aktiven und ca. 230 passiven Mitgliedern.
Der Verein beteiligt sich an einer Vielzahl von Trachten- und Schützenfesten sowie historischen Umzügen und sonstigen Veranstaltungen. Hervorzuheben sind z. B. Auftritte beim großen Trachten- und Schützenumzug anlässlich der Eröffnung des Münchner Oktoberfestes, beim Treffen der Historischen Trachten von Altbayern und zum Empfang der Biathletin Martina Beck. Er tritt außerdem selbst als Veranstalter von Kurkonzerten, Sänger- und Musikantentreffen sowie Brauchtumsveranstaltungen in Erscheinung. Des Weiteren beteiligt sich der Historische Spielmannszug bei kirchlichen Anlässen (Prozessionen zu Fronleichnam und Erntedank) und kümmert sich um die Erhaltung des Kesslers Kreuz in der Nähe des Ferchensees oberhalb von Mittenwald. Hier findet auch eine, vom Verein organisierte, Maiandacht statt.

## Tracht
Die Männertracht:
Der Historische Spielmannszug Mittenwald trägt die alte Werdenfelser Tracht um 1800. Dazu gehört ein breiter, schwarzer Hut mit Spielhahnfeder, eine braune Joppe mit beidseitig acht Silberknöpfen, ein rotes Leiberl mit 12 kleinen Silberknöpfen, ein schwarzer Flor, ein grüner Hosenträger, ein Ledergurt (Ranzen) mit verzierter Messingschnalle, eine Hirschbundlederhose, weiße Strümpfe mit traditionellen Mustern und handgemachte Trachtenschuhe. Diese Tracht ist unter anderem in Ölgemälden des zeitgenössischen Malers Ludwig Neureuther (1774 bis 1832) sichtbar. Er bereiste zur Jahrhundertwende oft den oberbayerischen Alpenraum und malte die Menschen in ihren Festtags- und Alltagstrachten und hielt diese in Aquarellen und Ölbildern fest. So sind auch zwei Abbildungen der alten Werdenfelser Tracht erhalten geblieben.
Die Frauentracht:

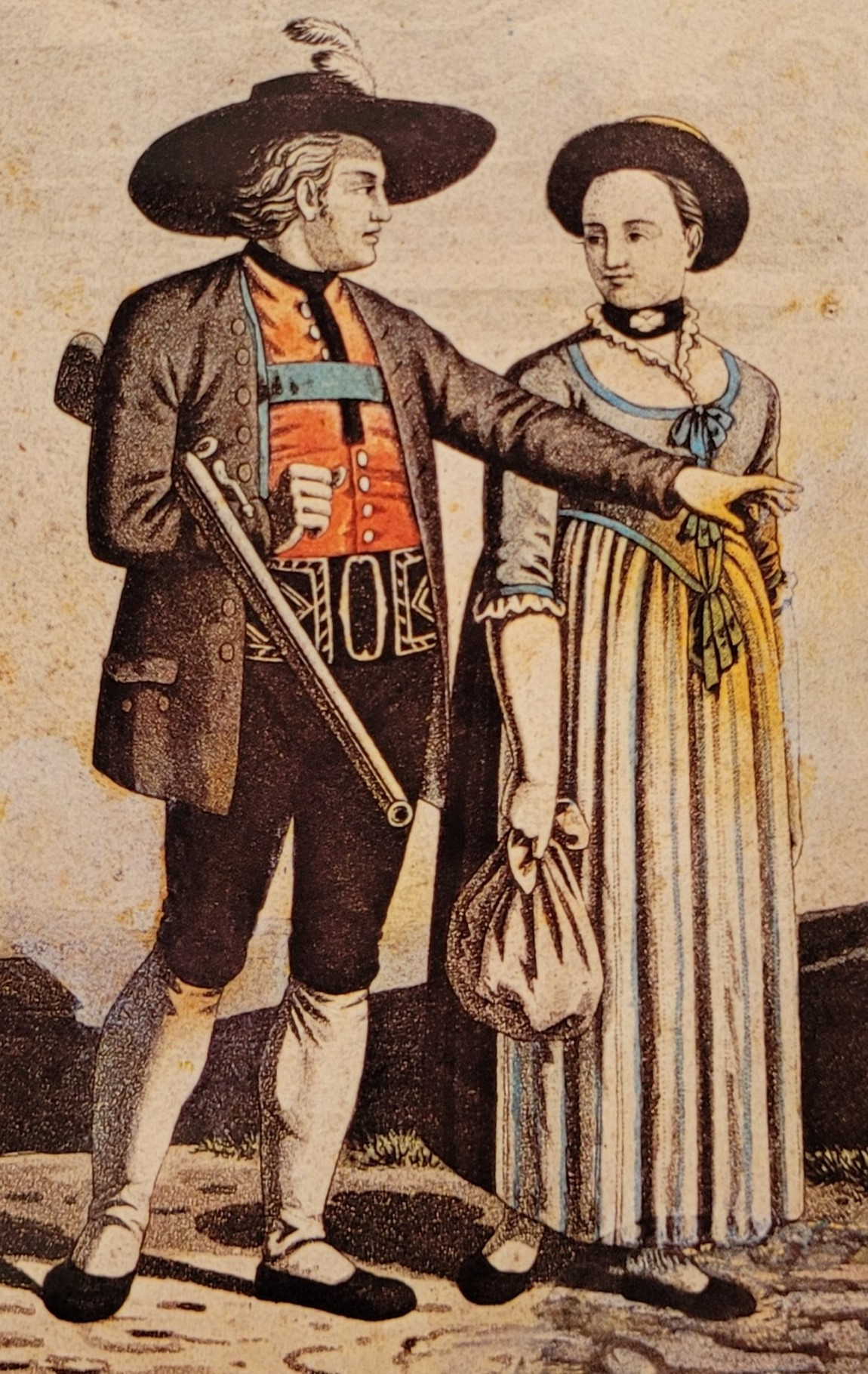
Alte Werdenfelser Tracht

Die Frauentracht der Marketenderinnen überdauerte fast 200 Jahre und wird heute noch zu festlichen Anlässen getragen. Die alte Tracht, mit Gollerbändern und dem schwarzen, breitrandigen Hut, ist reich verziert. Den Hals ziert ein Seidenflor mit Florschnalle, als Oberteil wird ein Barock-Mieder getragen. Besonderes Merkmal der verheirateten Frauen, ist das „Bramele“ (Pelzhaube).
Die letzte Rotte:
Als „letzte Rotte“ wird die historische Wehr bezeichnet. Mit Vorderlader, Hellebarde und Sauspieß marschiert sie am Ende des Historischen Spielmannszuges.

## Besonderheiten
Aufnahmekriterien: Aktives Mitglied kann nur werden, wer mindestens einen Elternteil aus einem Mittenwalder Geschlecht nachweisen kann. Über die aktive Mitgliedschaft eines Anwärters oder einer Anwärterin entscheiden dann die aktiven Mitglieder.
Bozner Markt:
Die Landsknechtschenke des Historischen Spielmannszuges ist eine der größten Weinschenken des alle fünf Jahre stattfindenden Bozner Markts in Mittenwald. Als Landsknechte, Handwerker und Marketenderinnen sind die Mitglieder des Vereins auch im Rahmenprogramm des Bozner Markts vertreten.